# Championnats du monde de boccia 2010
Navigation
Rio de Janeiro 2006 Pékin 2014
Les championnats du monde de boccia 2010, septième édition des championnats du monde de boccia, ont lieu du 30 mai au 10 juin 2010 à Lisbonne, au Portugal.

## Classification
Les athlètes atteints de handicap moteur grave sont classés en quatre catégories:
- BC1 : athlètes paralysés cérébraux qui peuvent être aidés d’un assistant qui ajuste le fauteuil roulant ou fait passer une boule au joueur.
- BC2 : athlètes paralysés cérébraux qui ne peuvent pas être assistés.
- BC3 : athlètes ayant d’importantes difficultés motrices qui peuvent être aidés d’un assistant ou d'un appareil pour lancer la balle.
- BC4 : athlètes ayant des difficultés motrices autres que la paralysie cérébrale mais qui ont les mêmes difficultés qu'un BC1 ou BC2 et ne peuvent pas être assistés.

## Participants
Au total, 34 nations participent à ces championnats du monde de boccia 2010.
| Afrique          | Amérique                                                        | Asie                                                                                     | Europe | Océanie     |
| ---------------- | --------------------------------------------------------------- | ---------------------------------------------------------------------------------------- | --- | ----------- |
| - Afrique du Sud | - Argentine - Brésil - Canada - Colombie - États-Unis - Mexique | - Émirats arabes unis - Chine - Corée du Sud - Hong Kong - Japon - Singapour - Thaïlande | - Allemagne - Belgique - Croatie - Danemark - Espagne - Grèce - Hongrie - Finlande - France - Irlande - Norvège - Pays-Bas - Portugal - Royaume-Uni - Russie - Slovaquie - Slovénie - Suède - République tchèque | - Australie |

## Résultats
| Épreuves           | Or                                                                    | Argent | Bronze                                                                                       |
| ------------------ | --------------------------------------------------------------------- | --- | -------------------------------------------------------------------------------------------- |
| Individuel BC1     | Padraic Moran (IRL)                                                   | João Paulo Fernandes (POR)                                                                                | Pattaya Tadtong (THA)                                                                        |
| Individuel BC2     | Yan Zhiqiang (CHN)                                                    | Nigel Murray (GBR)                                                                                        | Adam Dukovich (CAN)                                                                          |
| Individuel BC3     | Jeong Ho-won (KOR)                                                    | José Macedo (POR)                                                                                         | Nurulasyiqah Binte Mohammad Taha (SIN)                                                       |
| Individuel BC4     | Dirceu Pinto (BRA)                                                    | Stephen McGuire (GBR)                                                                                     | Eliseu dos Santos (BRA)                                                                      |
|                    |                                                                       | |                                                                                              |
| Paires BC3         | Corée du Sud Jeong Ho-won Kim Han-soo                                 | Portugal Armando Costa José Macedo Luís Silva                                                             | Belgique Kirsten de Laender Pieter Cilissen Pieter Verlinden                                 |
| Paires BC4         | Brésil Eliseu dos Santos Dirceu Pinto Adriano Andrade Silva           | Royaume-Uni Stephen McGuire Peter McGuire                                                                 | Hong Kong Leung Yuk Wing Vivian Lau Wai-yan Cheung Man-yee                                   |
|                    |                                                                       | |                                                                                              |
| Par équipe BC1–BC2 | Corée du Sud Kim Myeong-su Ji Kwang-min Jeong So-yeong Sohn Jeong-min | Thaïlande Watcharaphon Vongsa Mongkol Jitsa-Ngiem Pattaya Tadtong Thinnakorn Thepdeang Witsanu Huadpradit | Espagne José Manuel Prado Francisco Beltrán José Vaquerizo Manuel Ángel Martín Pedro Cordero |

## Tableau des médailles
| Rang  | Nation       | Or | Argent | Bronze | Total |
| ----- | ------------ | -- | ------ | ------ | ----- |
| 1     | Corée du Sud | 3  | 0      | 0      | 3     |
| 2     | Brésil       | 2  | 0      | 1      | 3     |
| 3     | Chine        | 1  | 0      | 0      | 1     |
| -     | Irlande      | 1  | 0      | 0      | 1     |
| 5     | Portugal     | 0  | 3      | 0      | 3     |
| -     | Royaume-Uni  | 0  | 3      | 0      | 3     |
| 7     | Thaïlande    | 0  | 1      | 1      | 2     |
| 8     | Belgique     | 0  | 0      | 1      | 1     |
| -     | Canada       | 0  | 0      | 1      | 1     |
| -     | Espagne      | 0  | 0      | 1      | 1     |
| -     | Hong Kong    | 0  | 0      | 1      | 1     |
| -     | Singapour    | 0  | 0      | 1      | 1     |
| Total | Total        | 7  | 7      | 7      | 21    |